# Johann Karl Fischer
Pour les articles homonymes, voir Fischer.
Johann Karl Fischer est un mathématicien allemand né le 5 décembre 1760 à Allstedt (Saxe-Weimar) et mort le 22 mai 1833.
Il fut professeur à Iéna, à Dortmund, à Greifswald, et est auteur d’excellents ouvrages sur les mathématiques et d’Éléments de physique (Iéna, 1797), traduits en français par Jean-Baptiste Biot; 